# Jorum Okombo
Jorum Okombo, vollständiger Name Jorum Lumbasi Okombo (* 10. Dezember 1997) ist ein kenianischer Langstreckenläufer. 
Okombo bestreitet seit 2016 internationale Straßenläufe. In diesem Jahr gewann er neben den 15 Kilometern von Kabarek (Elgeyo-Marakwet County, Kenia) in 44:24 min auch den 10.000-Meter-Lauf in Addis Abeba. 
Im Jahr 2017 wurde er mit einer Zeit von 1:00:20 h Zweiter im Halbmarathon beim Venloop in den Niederlanden. Er lief im Mai des Jahres in Le Puy-en-Velay über 15 Kilometer eine persönliche Bestzeit von 42:50 min In seiner Heimat lief er am 19. Mai in Eldoret (Kenia) die 10.000 m in 29:16,7 min und siegte Anfang September beim 8. Iten Road Race über 10 km. Mitte September wurde er beim Kopenhagen-Halbmarathon hinter Abraham Cheroben Zweiter und lief eine Zeit von 58:48 min, was ihn zu diesem Zeitpunkt Platz 6 in der ewigen Weltbestenliste einbrachte.
Im Jahr 2018 lief Okombo in Ras Al Khaimah erneut eine Zeit unter 60 Minuten. Im Dezember dieses Jahres lief er beim Montferland-Run im niederländischen 's-Heerenbergh über 15 km eine Zeit von 43:48 min 
Im Februar 2019 startete er erneut beim Halbmarathon in Ras Al Khaimah und kam in 1:02:31 h ins Ziel (Platz 16). Im Oktober des Jahres lief er beim Luso Meia Maratona in Lissabon und wurde Elfter in einer für ihn nur mäßigen Zeit von 1:03:41 h.
Okombo lebt und trainiert im kenianischen Iten im Elgeyo-Marakwet County.

## Persönliche Bestzeiten
- 10.000 m: 29:16,9 min, 19. Mai 2019 in Eldoret (Kenia)
- 10-km-Straßenlauf: 28:54 min, 20. November 2016 in Addis Abeba (Äthiopien)
- 15-km-Straßenlauf: 42:50 min, 1. Mai 2017 in Le Puy-en-Velay (Frankreich)
- Halbmarathon: 58:48 min, 17. September 2017 in Kopenhagen (Dänemark)